# Diners
Diners Club International, inizialmente fondata come Diners Club, è una compagnia di servizi finanziari fondata nel 1950 da Frank X. McNamara, Ralph Schneider, Casey R. Taylor e  Alfred S. Bloomingdale.
Quando venne messa in commercio fu la prima carta di credito indipendente al mondo.

## Fondazione
Molti negozi e attività davano credito ai propri clienti o permettevano loro di "segnare" le loro spese su un conto personale, ma l'idea del Diners Club era di utilizzare una stessa carta per pagare diversi acquisti. Nel 1950 la prima carta di credito Diners Club fu data a duecento associati di McNamara, per lo più addetti alle vendite che spesso dovevano portare a pranzo i loro clienti.
Diners Club aveva concluso accordi con quattordici ristoranti di New York. Il numero di membri salì rapidamente dato che nuovi clienti richiesero la carta e nuovi ristoranti entravano a far parte del club. Alla fine del 1950 Diners Club aveva ventimila clienti e la carta era accettata in mille ristoranti. Nel 1952 McNamara vendette la sua quota a Joe Williams di Archer City, in Texas, e la compagnia crebbe con la stessa intensità per parecchi anni, raggiungendo infine commercianti in tutti gli Stati Uniti.

## L'alleanza con MasterCard
Nel 2004 Diners Club annunciò un accordo con MasterCard. Le nuove carte negli Stati Uniti e in Canada hanno il logo di MasterCard e il numero di conto a sedici cifre sul fronte della carta e possono essere utilizzate nei milioni di luoghi dove viene accettata MasterCard. Le carte di altri stati continuano ad avere il numero di conto a quattordici cifre sul fronte e sul retro il logo Discover Card.

## Diners Club Italia
Il 20 ottobre 2021 Diners Club Italia ha annunciato che è stato avviato il processo di liquidazione volontaria della società. I servizi sono rimasti attivi fino al 31 marzo 2022.